# Scottish Cup
Scottish Football Association Challenge Cup mera känd under namnet Scottish Cup är en fotbollsturnering arrangerad av SFA som startade 1874. Trofén som överlämnas till det vinnande laget är den äldsta i sitt slag i hela världen.

## Historia
Scottish Cup startade säsongen 1873-74 och hade 16 deltagande lag. Queen's Park vann den första tävlingen genom att vinna över Clydesdale med  2–0 inför 3 000 åskådare. FA-cupen är världens äldsta fotbollstävling men trofén som överlämnas till det vinnande laget i Scottish Cup är den äldsta i hela världen, präglad 1885.
Scottish War Emergency Cup var en temporär tävling som hölls mellan februari och maj 1940 då Scottish Cup ställts in på grund av Andra Världskriget. 16 lag deltog och finalen vanns av Rangers med 1–0 över Dundee United.

### Old Firm dominans
The Old Firm (Celtic och Rangers, båda från Glasgow) är de två dominerande klubbarna i skotsk fotboll. De är de enda klubbarna som vunnit Scottish Premier League sedan starten 1998, deras dominans gäller även Scottish Cup.
Finalen den 13 maj 2006 mellan Hearts och Gretna på Hampden Park var den första på nio år som ett Old Firm-lag inte deltog i, och den första någonsin med ett lag från skotska tredje divisionen.

### Cupchocker
Det förekommer att lag från lägre divisioner blir "jättedödare" när de vinner över lag från högre divisioner. En berömd cupchock var när division två-klubben East Fife vann finalen 1938 mot Kilmarnock eller när Berwick Rangers besegrade Rangers med 1–0 1967.
År 2000 vann division ett-klubben Inverness Caledonian Thistle över Celtic med 3–1 på Celtic Park. Celtic med Roy Keane som gjorde sin första match i klubben, förlorade även mot Clyde, (ett lag där genomsnittsåldern på spelarna var 21 år,) med 2–1 på Broadwood Stadium i januari 2006.

## Strukturen
Tävlingen är en utslagstävling där de tävlande paras ihop helt slumpvis genom lottning. Lottningen bestämmer även vilket lag som kommer att få hemmaplan. Om en match slutar oavgjort blir det omspel, på arenan för laget som hade bortaplan i första matchen. Om omspelsmatcher slutar oavgjort avgörs den genom övertid och straffsparkar.
Semifinalerna spelas på neutral plan, oftast på nationalarenan Hampden Park, även finalen brukar spelas på Hampden Park. Finalerna 1992-93 och 1997-98 spelades på Celtic Park och Ibrox Stadium fick finalen 1996-97 då Hampden Park genomgick reparationer. Finalen och semifinalerna avgörs genom övertid och straffsparkar om så behövs.

## Mästare

### 1874–1900
- 1874 Queen's Park 2-0 Clydesdale
- 1875 Queen's Park 3-0 Renton
- 1876 Queen's Park 2-0 Third Lanark (Omspel)
- 1877 Vale of Leven 3-2 Rangers (2:a Omspelsmatchen)
- 1878 Vale of Leven 1-0 Third Lanark
- 1879 Vale of Leven 1-1 Rangers (Vale of Leven förklarades som vinnare då Rangers inte kom till omspelsmatchen)
- 1880 Queen's Park 3-0 Thornliebank
- 1881 Queen's Park 3-1 Dumbarton (Omspel)
- 1882 Queen's Park 4-1 Dumbarton (Omspel)
- 1883 Dumbarton 2-1 Vale of Leven (Omspel)
- 1884 Queen's Park förklarades som vinnare då Vale of Leven inte kom till finalen
- 1885 Renton 3-1 Vale of Leven (Omspel)
- 1886 Queen's Park 3-1 Renton
- 1887 Hibernian 2-1 Dumbarton
- 1888 Renton 6-1 Cambuslang
- 1889 Third Lanark 2-1 Celtic (Omspel)
- 1890 Queen's Park 2-1 Vale of Leven
- 1891 Heart of Midlothian 1-0 Dumbarton
- 1892 Celtic 5-1 Queen's Park (Omspel)
- 1893 Queen's Park 2-1 Celtic (Omspel)
- 1894 Rangers 3-1 Celtic
- 1895 St. Bernard's 2-1 Renton
- 1896 Heart of Midlothian 3-1 Hibernian
- 1897 Rangers 5-1 Dumbarton
- 1898 Rangers 2-0 Kilmarnock
- 1899 Celtic 2-0 Rangers
- 1900 Celtic 4-3 Queen's Park

### 1901–1939
- 1901 Heart of Midlothian 4-3 Celtic
- 1902 Hibernian 1-0 Celtic
- 1903 Rangers 2-0 Heart of Midlothian (2:a Omspelsmatchen)
- 1904 Celtic 3-2 Rangers
- 1905 Third Lanark 3-1 Rangers (Omspel)
- 1906 Heart of Midlothian 1-0 Third Lanark
- 1907 Celtic 3-0 Heart of Midlothian
- 1908 Celtic 5-1 St Mirren
- 1909 Ingen vinnare SFA delade inte ut något pris efter ett tumult i en omspelsmatch mellan Celtic och Rangers
- 1910 Dundee 2-1 Clyde (2:a Omspelsmatchen)
- 1911 Celtic 2-0 Hamilton Academical (Omspel)
- 1912 Celtic 2-0 Clyde
- 1913 Falkirk 2-0 Raith Rovers
- 1914 Celtic 4-1 Hibernian (Omspel)
- 1915-1919 Ingen tävling på grund av Första Världskriget
- 1920 Kilmarnock 3-2 Albion Rovers
- 1921 Partick Thistle 1-0 Rangers
- 1922 Morton 1-0 Rangers
- 1923 Celtic 1-0 Hibernian
- 1924 Airdrieonians 2-0 Hibernian
- 1925 Celtic 2-1 Dundee
- 1926 St Mirren 2-0 Celtic
- 1927 Celtic 3-1 East Fife
- 1928 Rangers 4-0 Celtic
- 1929 Kilmarnock 1-0 Rangers
- 1930 Rangers 2-1 Partick Thistle (Omspel)
- 1931 Celtic 3-1 Motherwell (Omspel)
- 1932 Rangers 3-0 Kilmarnock (Omspel)
- 1933 Celtic 1-0 Motherwell
- 1934 Rangers 5-0 St Mirren
- 1935 Rangers 2-1 Hamilton Academical
- 1936 Rangers 1-0 Third Lanark
- 1937 Celtic 2-1 Aberdeen FC
- 1938 East Fife 4-2 Kilmarnock (Omspel)
- 1939 Clyde 4-0 Motherwell

### 1940–1979
- 1940 Scottish War Emergency Cup
- 1941-1945 Ingen tävling på grund av Andra Världskriget
- 1946 Ingen tävling
- 1947 Aberdeen FC 2-1 Hibernian
- 1948 Rangers 1-0 Greenock Morton (Omspel)
- 1949 Rangers 4-1 Clyde
- 1950 Rangers 3-0 East Fife
- 1951 Celtic 1-0 Motherwell
- 1952 Motherwell 4-0 Dundee
- 1953 Rangers 1-0 Aberdeen FC (Omspel)
- 1954 Celtic 2-1 Aberdeen FC
- 1955 Clyde 1-0 Celtic (Omspel)
- 1956 Heart of Midlothian 3-1 |Celtic
- 1957 Falkirk 2-1 Kilmarnock (Omspel)
- 1958 Clyde 1-0 Hibernian
- 1959 St. Mirren 3-1 Aberdeen
- 1960 Rangers 2-0 Kilmarnock
- 1961 Dunfermline Athletic 2-0 Celtic (Omspel)
- 1962 Rangers 2-0 St Mirren
- 1963 Rangers 3-0 Celtic (Omspel)
- 1964 Rangers 3-1 Dundee
- 1965 Celtic 3-2 Dunfermline Athletic
- 1966 Rangers 1-0 Celtic (Omspel)
- 1967 Celtic 2-0 Aberdeen
- 1968 Dunfermline Athletic 3-1 Heart of Midlothian
- 1969 Celtic  4-0 Rangers
- 1970 Aberdeen 3-1 Celtic
- 1971 Celtic 2-1 Rangers (Omspel)
- 1972 Celtic 6-1 Hibernian
- 1973 Rangers 3-2 Celtic
- 1974 Celtic 3-0 Dundee United
- 1975 Celtic 3-1 Airdrieonians
- 1976 Rangers 3-1Heart of Midlothian
- 1977 Celtic 1-0 Rangers
- 1978 Rangers 2-1 Aberdeen
- 1979 Rangers 3-2 Hibernian (Efter övertid 2:a Omspelsmatchen)

### 1980 -
- 1980 Celtic 1-0 Rangers (Efter övertid)
- 1981 Rangers 4-1 Dundee United (Omspel)
- 1982 Aberdeen 4-1 Rangers (Efter övertid)
- 1983 Aberdeen 1-0 Rangers (Efter övertid)
- 1984 Aberdeen 2-1 Celtic (Efter övertid)
- 1985 Celtic 2-1 Dundee United
- 1986 Aberdeen 3-0 Heart of Midlothian
- 1987 St Mirren 1-0 Dundee United (Efter övertid)
- 1988 Celtic 2-1 Dundee United
- 1989 Celtic 1-0 Rangers
- 1990 Aberdeen 0-0 Celtic (9-8 Efter straffar)
- 1991 Motherwell 4-3 Dundee United (Efter övertid)
- 1992 Rangers 2-1 Airdrieonians
- 1993 Rangers 2-1 Aberdeen
- 1994 Dundee United 1-0 Rangers
- 1995 Celtic 1-0 Airdrieonians
- 1996 Rangers 5-1Heart of Midlothian
- 1997 Kilmarnock 1-0 Falkirk
- 1998 Heart of Midlothian 2-1 Rangers
- 1999 Rangers 1-0 Celtic
- 2000 Rangers 4-0 Aberdeen
- 2001 Celtic 3-0 Hibernian
- 2002 Rangers 3-2 Celtic
- 2003 Rangers 1-0 Dundee
- 2004 Celtic 3-1 Dunfermline Athletic
- 2005 Celtic 1-0 Dundee United
- 2006 Heart of Midlothian 1-1 Gretna (Efter övertid sedan 4-2 efter straffar)
- 2007 Celtic 1-0 Dunfermline Athletic
- 2008 Rangers 3-2 Queen of the South
- 2009 Rangers 1-0 Falkirk
- 2010 Dundee United 3-0 Ross County
- 2011 Celtic 3-1 Motherwell
- 2012 Heart of Midlothian 5-1 Hibernian
- 2013 Celtic 3-0 Hibernian
- 2014 St. Johnstone FC 2-0 Dundee United
- 2015 Inverness Caledonian Thistle 2-1 Falkirk
- 2016 Hibernian 3-2 Rangers
- 2017 Celtic 2-1 Aberdeen
- 2018 Celtic 2-0 Motherwell
- 2019 Celtic 2-1 Heart of Midlothian